# Zimní krajina s bruslaři
Zimní krajina s bruslaři  je obraz jednoho z nejvýznamnějších holandských malířů Hendricka van Avercampa (1585–1634), zvaného též Němý z Kampenu.
Maloval zejména zimní krajiny s mnohofigurálními výjevy či maríny. Jako malíř krajinář měl nesmazatelný vliv na vývoj krajinomalby.
Jeho obraz Zimní krajina s bruslaři ukazuje, jak si prostí venkované spolu s elegantními měšťany užívají zimních radovánek, bruslíc na zamrzlé řece. V popředí vidíme rybářskou bárku, uvízlou v ledu, kterou se postavy na obraze pravděpodobně snaží vyprostit z ledového sevření. Okolní krajina, domky, kostel po levé straně, to vše je zobrazeno s úžasnou perspektivou a výrazným koloritem s propracovanou kresbou. Tento způsob malby je pro Hendricka Avercampa charakteristický. Jeho zimní obrazy mají zvláštní atmosféru, vyznačují se chladem, který z malby přímo vyzařuje. Malíř toho pocitu chladu dociluje sjednocením jednotlivých prvků s použitím tlumené barevné škály.